# Persone di cognome Fisher
| Questa pagina contiene informazioni ricavate automaticamente dalle voci biografiche con l'ausilio del template Bio e di un bot. L'aggiornamento è periodico e automatico e ricostruisce completamente la pagina. Se manca una persona in questa lista, sei pregato di non aggiungerla, ma accertati piuttosto che la sua voce biografica contenga il template Bio e che i dati anagrafici siano correttamente compilati. Se il template Bio manca, inseriscilo tu stesso o, in alternativa, metti l'avviso {{tmp\|Bio}} che ne segnala la mancanza. Se i dati riportati sono sbagliati, correggi direttamente la voce biografica; le modifiche saranno visibili in questa lista entro pochi giorni. Per chiarimenti vedi il progetto antroponimi. La lista contiene solo le 113 persone che sono citate nell'enciclopedia e per le quali è stato implementato correttamente il template Bio. Pagina aggiornata al 23 apr 2025. |

Questa è una lista di persone presenti nell'enciclopedia che hanno il cognome Fisher, suddivise per attività principale.

## Allenatori di calcio(1)
- Terry Fisher, allenatore di calcio e dirigente sportivo statunitense

## Allenatori di pallacanestro(1)
- Steve Fisher, allenatore di pallacanestro statunitense (Herrin, n. 1945)

## Ammiragli(2)
- John Fisher, I barone Fisher, ammiraglio inglese (Ceylon, n. 1841 - Londra, † 1920)
- William Wordsworth Fisher, ammiraglio britannico (Blatchington, n. 1875 - Southsea, † 1937)

## Architetti(1)
- David Fisher, architetto italiano (n. 1948)

## Arcivescovi cattolici(1)
- Anthony Colin Fisher, arcivescovo cattolico australiano (Sydney, n. 1960)

## Assassini(1)
- Robert William Fisher, assassino statunitense (New York, n. 1961)

## Astronaute(1)
- Anna Fisher, ex astronauta e chimica statunitense (New York, n. 1949)

## Astronauti(1)
- William Frederick Fisher, ex astronauta e medico statunitense (Dallas, n. 1946)

## Astronomi(1)
- J. Richard Fisher, astronomo statunitense (Pittsburgh, n. 1943)

## Attori(10)
- David Dayan Fisher, attore e doppiatore britannico (Londra, n. 1967)
- Douglas Fisher, attore britannico (n. 1941 - † 2000)
- George Fisher, attore statunitense (Republic, n. 1891 - Sawtelle, † 1960)
- Gregor Fisher, attore e comico scozzese (Glasgow, n. 1953)
- Jordan Fisher, attore, cantante e ballerino statunitense (Trussville, n. 1994)
- Noel Fisher, attore canadese (Vancouver, n. 1984)
- Ray Fisher, attore statunitense (Baltimora, n. 1987)
- Stink Fisher, attore e cuoco statunitense (Cherry Hill, n. 1970)
- Brock Peters, attore, doppiatore e cantante statunitense (New York, n. 1927 - Los Angeles, † 2005)
- Fisher Stevens, attore e regista statunitense (Chicago, n. 1963)

## Attori teatrali(2)
- David Fisher, attore teatrale inglese (Norwich, n. 1760 - Dereham, † 1832)
- Dudu Fisher, attore teatrale e cantante israeliano (Petah Tiqwa, n. 1951)

## Attrici(6)
- Carrie Fisher, attrice, cabarettista e sceneggiatrice statunitense (Burbank, n. 1956 - Los Angeles, † 2016)
- Elsie Fisher, attrice e doppiatrice statunitense (Riverside, n. 2003)
- Frances Fisher, attrice statunitense (Milford-on-Sea, n. 1952)
- Gail Fisher, attrice statunitense (Orange, n. 1935 - Culver City, † 2000)
- Joely Fisher, attrice statunitense (Burbank, n. 1967)
- Mika'ela Fisher, attrice, regista e modella tedesca (Monaco di Baviera, n. 1975)

## Attrici pornografiche(1)
- Karen Fisher, attrice pornografica e regista statunitense (Portland, n. 1976)

## Calciatori(7)
- Alex Fisher, calciatore inglese (Westminster, n. 1990)
- Andy Fisher, calciatore inglese (Wigan, n. 1998)
- Brent Fisher, ex calciatore neozelandese (Christchurch, n. 1983)
- Darnell Fisher, ex calciatore inglese (Reading, n. 1994)
- Hugh Fisher, ex calciatore scozzese (Glasgow, n. 1944)
- Junior Fisher, calciatore britannico (n. 1978)
- Oniel Fisher, calciatore giamaicano (Portmore, n. 1991)

## Calciatrici(1)
- Samantha Fisher, calciatrice statunitense (Simi Valley, n. 1999)

## Canoisti(1)
- Hugh Fisher, ex canoista canadese (n. 1965)

## Cantanti(2)
- Eddie Fisher, cantante e attore statunitense (Filadelfia, n. 1928 - Berkeley, † 2010)
- George Fisher, cantante statunitense (Baltimora, n. 1970)

## Cantautori(1)
- Fred Fisher, cantautore statunitense (Colonia, n. 1875 - New York, † 1942)

## Cantautrici(1)
- Doris Fisher, cantautrice statunitense (New York, n. 1915 - Los Angeles, † 2003)

## Cardinali(1)
- John Fisher, cardinale, vescovo cattolico e umanista britannico (Beverley, n. 1469 - Londra, † 1535)

## Cestisti(8)
- Bob Fisher, cestista statunitense (Washington, n. 1925 - † 2017)
- Corey Fisher, cestista statunitense (Bronx, n. 1988)
- Josh Fisher, ex cestista e allenatore di pallacanestro statunitense (Washington, n. 1980)
- Rick Fisher, cestista statunitense (Denver, n. 1948 - Oxnard, † 2019)
- Derek Fisher, ex cestista e allenatore di pallacanestro statunitense (Little Rock, n. 1974)
- Harry Fisher, cestista, giocatore di baseball e allenatore di pallacanestro statunitense (New York, n. 1882 - New York, † 1967)
- Roy Fisher, ex cestista statunitense (Seattle, n. 1968)
- Scott Fisher, ex cestista e allenatore di pallacanestro statunitense (San Jose, n. 1963)

## Chirurghi(1)
- John William Fisher, chirurgo britannico (Londra, n. 1788 - Londra, † 1876)

## Chitarristi(1)
- Roger Fisher, chitarrista e compositore statunitense (Seattle, n. 1950)

## Ciclisti su strada(1)
- Gary Fisher, ciclista su strada statunitense (n. 1950)

## Danzatrici(1)
- Else Fischer, ballerina e coreografa svedese (Melbourne, n. 1918 - † 2006)

## Direttori della fotografia(1)
- Gerry Fisher, direttore della fotografia britannico (Londra, n. 1926 - Reading, † 2014)

## Disc jockey(1)
- Fisher, disc jockey australiano (Gold Coast, n. 1986)

## Economisti(1)
- Irving Fisher, economista e statistico statunitense (Saugerties, n. 1867 - New York, † 1947)

## Entomologi(1)
- Warren Samuel Fisher, entomologo statunitense (n. 1878 - † 1971)

## Filosofi(1)
- Mark Fisher, filosofo, sociologo e critico musicale britannico (Leicester, n. 1968 - Felixstowe, † 2017)

## Fisici(1)
- Michael E. Fisher, fisico britannico (Fyzabad, n. 1931 - † 2021)

## Fumettisti(1)
- Bud Fisher, fumettista statunitense (n. 1885 - † 1954)

## Giocatori di baseball(1)
- Derek Fisher, giocatore di baseball statunitense (Lebanon, n. 1993)

## Giocatori di football americano(6)
- Blake Fisher, giocatore di football americano statunitense (Avon, n. 2003)
- Bryce Fisher, ex giocatore di football americano statunitense (Renton, n. 1977)
- Ed Fisher, ex giocatore di football americano statunitense (Stockton, n. 1949)
- Eric Fisher, ex giocatore di football americano statunitense (Rochester, n. 1991)
- Jake Fisher, giocatore di football americano statunitense (Traverse City, n. 1993)
- Jeff Fisher, ex giocatore di football americano e allenatore di football americano statunitense (Culver City, n. 1958)

## Giocatori di poker(1)
- Gene Fisher, giocatore di poker statunitense

## Giocatrici di football americano(1)
- Angelina Fisher, giocatrice di football americano britannica (n. 2004)

## Hockeisti su ghiaccio(2)
- Frank Fisher, hockeista su ghiaccio canadese (Bailieboro, n. 1907 - Toronto, † 1983)
- Mike Fisher, ex hockeista su ghiaccio canadese (Peterborough, n. 1980)

## Illustratori(1)
- Harrison Fisher, illustratore statunitense (New York, n. 1877 - † 1934)

## Imprenditori(2)
- Jon Fisher, imprenditore e economista statunitense (Stanford, n. 1972)
- Philip Arthur Fisher, imprenditore e scrittore statunitense (n. 1907 - † 2004)

## Ingegneri(1)
- Josh Fisher, ingegnere e informatico statunitense

## Mezzofondisti(1)
- Grant Fisher, mezzofondista statunitense (Calgary, n. 1997)

## Musicisti(1)
- Matthew Fisher, musicista, cantante e compositore britannico (Croydon, n. 1946)

## Nuotatrici(1)
- Lenora Fisher, ex nuotatrice canadese (n. 1937)

## Organisti(1)
- Edward Fisher, organista e direttore d'orchestra canadese (Giamaica, n. 1848 - Toronto, † 1913)

## Pilote automobilistiche(1)
- Sarah Fisher, pilota automobilistica statunitense (Columbus, n. 1980)

## Piloti automobilistici(1)
- Mike Fisher, ex pilota automobilistico statunitense (Hollywood, n. 1943)

## Politiche(1)
- Doris Fisher, baronessa di Rednal, politica inglese (Birmingham, n. 1919 - † 2005)

## Politici(3)
- Andrew Fisher, politico scozzese (Crosshouse, n. 1862 - Londra, † 1928)
- Douglas Fisher, politico, giornalista e insegnante canadese (Sioux Lookout, n. 1919 - Ottawa, † 2009)
- Herbert Fisher, politico britannico (Londra, n. 1865 - † 1940)

## Pugili(1)
- Billy Fisher, pugile britannico (Craigneuk, n. 1940 - Wishaw, † 2018)

## Rapper(2)
- Grandmaster Caz, rapper e disc jockey statunitense (New York, n. 1960)
- Rah Digga, rapper statunitense (New Jersey, n. 1974)

## Registi(2)
- Chris Fisher, regista, sceneggiatore e produttore cinematografico statunitense (Pasadena, n. 1971)
- Terence Fisher, regista britannico (Londra, n. 1904 - Twickenham, † 1980)

## Saggisti(1)
- Roger Fisher, saggista statunitense (Winnetka, n. 1922 - Hanover, † 2012)

## Sciatori alpini(1)
- Erik Fisher, ex sciatore alpino statunitense (Boise, n. 1985)

## Sciatrici alpine(2)
- Abbi Fisher, ex sciatrice alpina statunitense (Conway, n. 1957)
- Wendy Fisher, ex sciatrice alpina statunitense (n. 1971)

## Scrittori(3)
- Mark Fisher, scrittore canadese (Montréal, n. 1953)
- Robert Fisher, scrittore statunitense (New York, n. 1943 - † 2008)
- Steve Fisher, scrittore e sceneggiatore statunitense (Marine City, n. 1912 - Canoga Park, † 1980)

## Scrittrici(3)
- Aileen Fisher, scrittrice statunitense (Iron River, n. 1906 - Boulder, † 2002)
- Amy Fisher, scrittrice, giornalista e ex attrice pornografica statunitense (Merrick, n. 1974)
- M. F. K. Fisher, scrittrice statunitense (Albion, n. 1908 - Glen Ellen, † 1992)

## Soprani(1)
- Sylvia Fisher, soprano australiano (South Melbourne, n. 1910 - Toorak, † 1996)

## Statistici(1)
- Ronald Fisher, statistico, matematico e biologo britannico (Londra, n. 1890 - Adelaide, † 1962)

## Tastieristi(2)
- Rob Fisher, tastierista e cantautore britannico (Cheltenham, n. 1956 - † 1999)
- Morgan Fisher, tastierista e compositore britannico (Mayfair, n. 1950)

## Tennisti(2)
- Ashley Fisher, ex tennista australiano (Wollongong, n. 1975)
- Rick Fisher, ex tennista statunitense (Evanston, n. 1951)

## Tiratori a segno(1)
- Morris Fisher, tiratore a segno statunitense (Youngstown, n. 1890 - Honolulu, † 1968)

## Vescovi anglicani(1)
- Geoffrey Fisher, vescovo anglicano britannico (Nuneaton, n. 1887 - Sherborne, † 1972)

## Vescovi cattolici(1)
- Michael William Fisher, vescovo cattolico statunitense (Baltimora, n. 1958)

## Senza attività specificata(2)
- Mel Fisher, statunitense (n. 1922 - † 1998)
- Scott R. Fisher, effettista statunitense (Kodiak, n. 1967)